# Bikes to Rwanda
A Bikes to Rwanda foi uma organização internacional sem fins lucrativos de ajuda humanitária fundada em Portland, Oregon, Estados Unidos, em 2006 pelo fundador e CEO da Stumptown Coffee Roasters, Duane Sorenson, após uma viagem de negócios para visitar cooperativas de produtores de café em Ruanda.
A missão da organização era "fornecer bicicletas de carga para os produtores cooperativos de café no  Ruanda. O objetivo era melhorar a qualidade de vida nessas comunidades por meio de uma oficina de bicicletas e um programa de manutenção para fornecer recursos de transporte para as necessidades básicas e aumentar a produção de café de qualidade".
As bicicletas foram construídas especificamente para cargas pesadas e foram projetadas e desenvolvidas pelo Project Rwanda  com o mestre construtor de bicicletas Tom Ritchey. A organização também criou lojas de bicicletas no Ruanda para manutenção e reparação.
O objetivo do Projeto Ruanda era desenvolver ciclistas de corrida e também importar bicicletas de carga de baixo custo para Ruanda.
Em Abril de 2007, foram fornecidas 400 bicicletas concebidas para transportar cargas pesadas de café em terrenos difíceis do Ruanda antes da colheita.